# Телефонная сеть общего пользования
Телефонная сеть общего пользования, ТСОП, ТфОП (англ. PSTN, public switched telephone network) — частный случай телефонной сети — всеобщая абонентская сеть связи, для доступа к которой используются телефонные аппараты, АТС и оборудование передачи данных. ТФОП является универсальной единой сетью для всех пользователей во всём мире и обеспечивает одну из важнейших современных сфер жизнедеятельности человеческого общества — возможность телефонных переговоров между пользователями из любой точки земного шара. 
 
Предоставление услуги доступа конечных пользователей к телефонной сети общего пользования находится в ведении операторов телефонной связи. В подавляющем большинстве случаев каждый абонент ТФОП получает определённый уникальный (глобально или в рамках конкретного сегмента сети) идентификатор — телефонный номер. Однако, существуют другие способы организации доступа, например: аренда таксофона, коллективный доступ с одного и того же «внешнего» номера для абонентов УПАТС с внутренними номерами из одной организации, а также телефонные переговорные пункты.
В современном мире доступ к телефонной сети общего доступа может предоставляться посредством следующих технологий:
- Проводная (или фиксированная) телефонная связь
- DECT
- Сотовая связь
- Спутниковая связь
- IP-телефония

ТСОП — секция телефонной инфраструктуры, ведущая от софтсвичей Class-5 (PBX) офисов и осуществляемая IXC (англ. interexchange carriers).
В ТСОП передача сигналов (в том числе и настройка соединения) и сам разговор осуществляются через одну и ту же универсальную линию связи (магистраль) от системы коммутации (СК) источника до СК адресата. Этот процесс занимает каналы связи всех задействованных при соединении СК, то есть, если вызываемый адресат занят, все эти соединения окажутся напрасными.
Обычно ТСОП используют звездообразную топологию (главный элемент соединён с множеством второстепенных). Но это не единственный метод. К примеру, CATV используют древовидную топологию.

## Операторы телефонной связи
Задачи развития телефонной сети и продаж услуг клиентам (конечным пользователям) возложены на телекоммуникационные компании сетевых операторов. Первой компанией предоставлявшей услуги доступа к ТФОП, была телефонная компания Bell в США.
В некоторых странах, однако, работа по обеспечению телефонной сети возложена на правительства, так как требуемые инвестиции весьма значительны и в то же время оказание услуг телефонной связи все чаще становится неотъемлемой коммунальной услугой. Например, Генеральное почтовое отделение в Соединенном Королевстве собрало ряд частных компаний, чтобы сформировать одну национализированную компанию.
Как правило, в последние десятилетия эти государственные монополии были разрушены или приватизированы.

### Виды операторов связи
Телекоммуникационные компании, предоставляющих услуги телефонной связи подразделяются на следующие разновидности. Некоторые компании могут предоставлять разные виды услуг связи по отдельности или несколько в совокупности.
- Телефонный переговорный пункт — самостоятельное отдельное предприятие или пункт предоставления услуг крупного оператора телефонной связи, т.е. подразделение телекоммуникационной компании. Услуга связи в переговорном пункте, как правило, однократная (по запросу) и пользователи получают доступ к ТфОП и МГ/МН с общего обезличенного телефонного номера.
- Оператор местной связи — государственная или коммерческая организация, предоставляющая пользователям - абонентам услуги фиксированной (проводной) связи в населённом пункте - селе, городе или в нескольких городах одного региона. Оператор местной связи распределяют между абонентами местные телефонные номера (ABC-номера) и определяют возможность использования локального телефонного плана нумерации. Оператор местной связи может предлагать услуги таксофонной связи для конечных пользователей.
- Оператор сотовой связи — компания, предоставляющая услуги мобильной сотовой связи для сотовых телефонов своих абонентов с негеографическим (DEF) и географическими (ABC) телефонными номерами.
  - Оператор мобильной виртуальной сети связи (англ. MVNO, mobile virtual network operator) — оператор сотовой связи, использующий существующую инфраструктуру другого оператора, но продающий услуги под собственной маркой.
- Оператор дальней связи — компания, предоставляющая услуги междугородней и международной связи - доступ к совершению вызовов телефонных номеров абонентам ТфОП в других городах (МГ) и странах (МН). Оператор дальней связи может предоставлять услуги телекоммуникационным компания - операторам местной связи, переговорным пунктам, а также отдельным физическим лицам. Оператор дальней связи может предлагать для конечных пользователей услуги таксофонной связи.
- Универсальный оператор связи — телекоммуникационная компания, чаще всего коммерческая, предлагающая абонентам комплексный набор услуг связи — проводной телефонной связи, доступ в Интернет различными способами (проводной, мобильной), сотовая связь, IP-телефония (SIP-телефония), телевидение (IPTV) и т. п., по модели Triple Play или Quadruple play.
- Оператор спутниковой телефонной связи — телефонная компания, предоставляющая услуги связи посредством космической радиосвязи.